# Aiden English
Matthew Rehwoldt (ur. 7 października 1987 w Chicago w Illinois) – amerykański wrestler występujący w federacji WWE w brandzie SmackDown pod pseudonimem ringowym Aiden English.
Przez małżeństwo z Shaul Guerrero Rehwoldt jest członkiem wrestlerskiej rodziny Guerrero. Wraz z Simonem Gotchem tworzył tag team The Vaudevillains. Wspólnie zdobyli NXT Tag Team Championship.

## Wczesne życie
Rehwolt urodził się w Chicago w stanie Illinois. Okazywał zainteresowanie aktorstwem już od najmłodszych lat. Przed ukończeniem 20. roku życia zagrał w ponad 20 sztukach. Ukończył Lyons Township High School i studiował aktorstwo na Columbia College Chicago; studia ukończył w 2010 i zdobył stopień bakalaureata.

## Kariera profesjonalnego wrestlera

### Federacje niezależne (2011–2012)
Po zakończeniu nauki w college’u, Rehwoldt trenował, by zostać wrestlerem. Zadebiutował pod koniec 2011, pod pseudonimem Matt Marquee. Walczył m.in. w niezależnej federacji Chicago Style Wrestling, gdzie wraz z Barrym Rytem tworzył tag-team The Ryte Stuff.

### WWE

#### Florida Championship Wrestling i NXT (2012–2014)

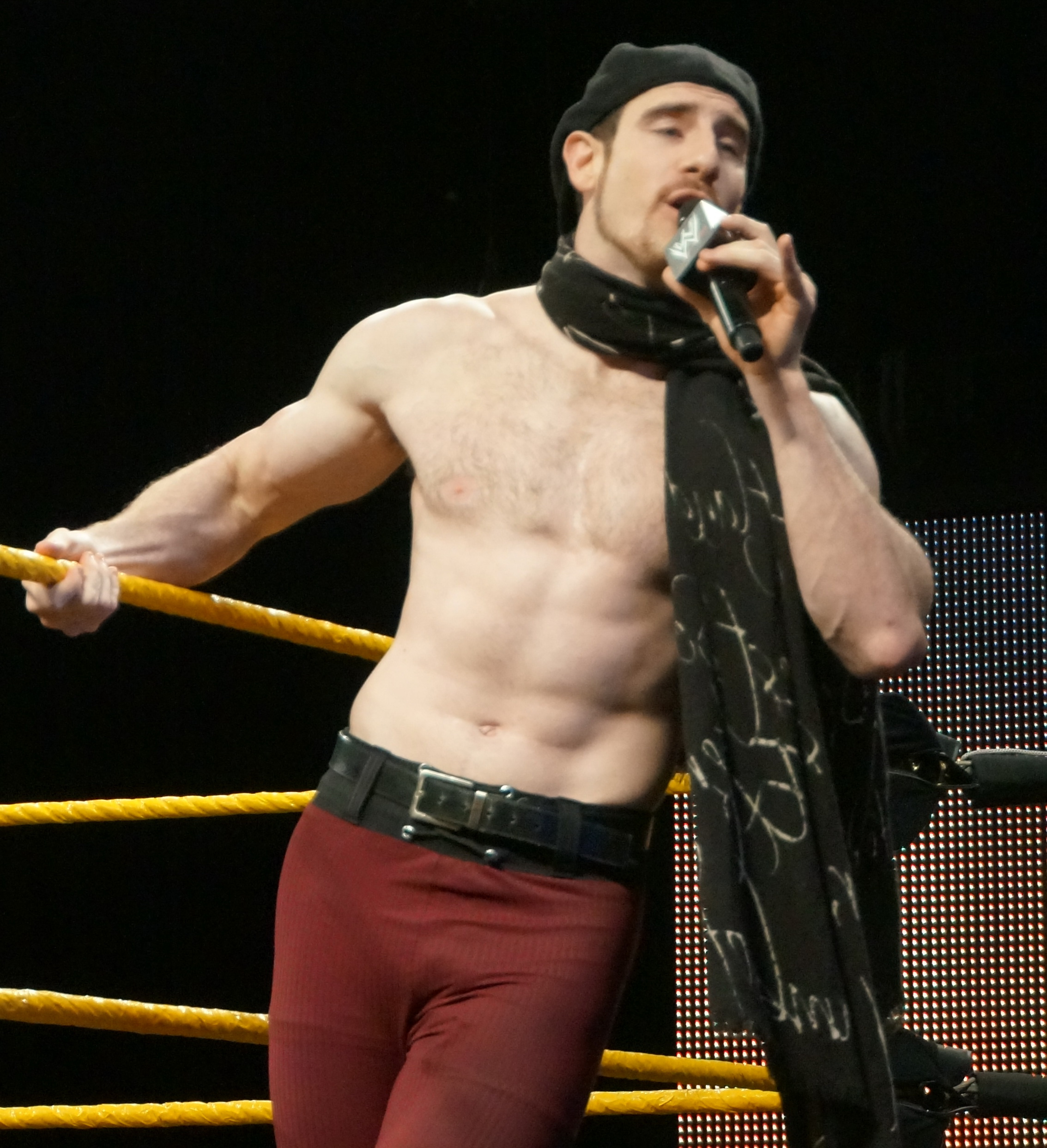
English w kwietniu 2014.

Rehwoldt podpisał kontrakt z WWE we wczesnym 2012, został przydzielony do ówczesnej rozwojówki federacji – Florida Championship Wrestling (FCW). Jako Aiden English zadebiutował 8 kwietnia 2012, podczas emitowanego w telewizji odcinku FCW; wraz z Audrey Marie zawalczył przeciwko Rickowi Viktorowi i Paige w Intergender Tag Team matchu.
English zadebiutował w NXT 27 czerwca 2012; przegrał wówczas pojedynek z Leo Krugerem. Przez następny rok pracował w federacji jako jobber, przegrywał walki z przyszłymi gwiazdami głównego rosteru WWE: Rybackiem czy Big E Langstonem. Pierwszą wygraną w NXT odnotował w walce z Michaelem Q. Lauriem, 18 września 2013.
Tydzień później, podczas swojego wejścia na ring zaśpiewał parodię piosenki Generała Stanley’ego z musicalu „Piraci z Penzance”. Od tamtej pory śpiewanie przed, podczas i po stoczonych walkach stało się częścią jego wizerunku. W kolejnych tygodniach wygrał starcia z Jasonem Jordanem i Camacho. Na początku 2014 rozpoczął rywalizację z Colinem Cassadym; przegrał z nim pojedynek śpiewacki 1 stycznia podczas NXT, lecz wygrał kilka następnych walk przeciwko rywalowi.

#### The Vaudevillains (2014–2017)
W czerwcu 2014 English połączył siły z Simonem Gotchem, tworząc tag team The Vaudevillains. 22 sierpnia 2015 na gali NXT TakeOver: Brooklyn pokonali Blake’a i Murphy’ego w walce o NXT Tag Team Championship. 11 listopada 2015, po 82 dniach panowania, utracili tytuły mistrzowskie na rzecz Dasha i Dawsona.
4 kwietnia 2016 podczas odcinka Raw  dzień po WrestleManii 32 wypuszczono winietę promującą debiut The Vaudevillains w głównym rosterze. Tego samego tygodnia, English i Gotch zadebiutowali na odcinku SmackDown, pokonując The Lucha Dragons w starciu drużynowym. English i Gotch wzięli udział w turnieju o miano pretendenckie do WWE Tag Team Championship. Finał turnieju na gali Payback pomiędzy The Vaudevillains a Enzo Amorem i Colinem Cassadym zakończył się bez rezultatu po tym, jak Amore doznał wstrząśnienia mózgu. The Vaudevillains otrzymali szansę walki z The New Day o mistrzostwo drużynowe na gali Extreme Rules, lecz nie udało im się wygrać starcia. Miesiąc później, na Money in the Bank, wzięli udział w Fatal 4-Way Tag Team matchu o WWE Tag Team Championship; z walki po raz kolejny zwycięsko wyszli mistrzowie. W lipcu, w wyniku WWE Draftu, The Vaudevillains stali się częścią brandu SmackDown. 16 sierpnia, na odcinku SmackDown, American Alpha, The Hype Bros i The Usos pokonali Breezango, The Ascension i The Vaudevillains. 19 sierpnia ogłoszono, że dwie drużyny zmierzą się ze sobą jeszcze raz, w pre-showie gali SummerSlam. Z dwunastoosobowego starcia zwycięsko wyszła drużyna face’ów. The Vaudevillains wzięli udział w turnieju o nowo utworzone WWE SmackDown Tag Team Championship, lecz odpadli już w pierwszej rundzie, przegrywając z The Hype Bros. 8 listopada podczas odcinka SmackDown Live The Vaudevillains zmierzyli się z Breezango (Tylerem Breezem i Fandango) w walce kwalifikującej do udziału w starciu międzybrandowym na gali Survivor Series; walkę przegrali.
31 stycznia 2017 podczas odcinka SmackDown Live, The Vaudevillains oraz inne drużyny odpowiedziały na otwarte wyzwanie American Alpha, czego wynikiem był Tag Team Turmoil match o WWE SmackDown Tag Team Championship na gali Elimination Chamber, podczas którego Vaudevillains zostali wyeliminowani przez Heatha Slatera i Rhyno. Na WrestleManii 33, English wziął udział w corocznym André the Giant Memorial Battle Royalu, lecz nie zdołał wygrać walki. 5 kwietnia Simon Gotch został zwolniony z WWE, co poskutkowało rozwiązaniem The Vaudevillains.

#### Kariera singlowa w SmackDown Live (od 2017)
Po zakończeniu działalności The Vaudevillains English powrócił do wizerunku napuszonego śpiewaka, używanego wcześniej w NXT. Rozpoczął krótką rywalizację z Tyem Dillingerem; został przez niego pokonany trzykrotnie: podczas odcinków SmackDown Live z 11 kwietnia i 2 maja oraz na gali Backlash. 4 lipca pokonał Randy’ego Ortona poprzez dyskwalifikację.

## Życie prywatne
W grudniu 2014 Rehwoldt zaręczył się z Shaul Guerrero, córką Vickie Guerrero i zmarłego Eddiego Guerrero. Para pobrała się 3 stycznia 2016 roku na Florydzie.

## Mistrzostwa i osiągnięcia
- Pro Wrestling Illustrated
  - 171. miejsce w rankingu PWI 500 w 2016[33]

- WWE NXT
  - NXT Tag Team Championship (1 raz) – z Simonem Gotchem